# Péter Magyar (právník)
Péter Magyar (maďarsky Magyar Péter, zkráceně MP; * 16. března 1981, Budapešť) je maďarský diplomat, právník a politik, od 10. dubna 2024 místopředseda strany Respekt a svoboda (TISZA) a od 16. července 2024 poslanec Evropského parlamentu zasedající ve frakci Evropské lidové strany (EPP). V širší známost vešel především jako manžel političky a bývalé ministryně spravedlnosti Judit Vargové, se kterou se v roce 2023 rozvedl. Od roku 2024 je znám také jako politický vyzývatel Viktora Orbána a jeho strany Fidesz, se kterou od roku 2002 úzce spolupracoval a jejímž byl členem.

## Biografie
Narodil se roku 1981 v Budapešti v tehdejší Maďarské lidové republice. Studoval v Budapešti a Hamburku, roku 2004 získal právnický diplom na Katolické univerzitě Petra Pázmánye. Kariéru započal u budapešťského metropolitního soudu (Fővárosi Törvényszék), poté po složení právnických zkoušek pracoval v oblasti mezinárodního práva, asistoval při investicích nadnárodních společností v Maďarsku, v oblasti práva obchodních společností, obchodního práva a práva hospodářské soutěže. 
V roce 2006 se oženil s právničkou Judit Vargovou (Fidesz). Od podzimu téhož roku se podílel na bezplatném právním zastupování a pomoci obětem policejního násilí během demonstrací a pouličních protestů proti levicové vládě Ference Gyurcsánye (MSZP). Od prosince téhož roku pořádal Péter Magyar a Gergely Gulyás (Fidesz) každý pátek demonstraci na Náměstí Lajose Kossutha u budapešťského Országházu, na které policie omezila přístup kordonem. Patová situace skončila, když politici opoziční strany Fidesz v čele s Viktorem Orbánem v únoru 2007 kordon rozebrali. Až po několika letech policie přiznala, že toto uzavření bylo nepřiměřeně omezující. V roce 2007 byla založena dobročinná nadace Ne féljetek! (Nebojte se!) na pomoc obětem, které utrpěly fyzická zranění během policejního násilí na podzim 2006, přičemž v tajemníkem a členem správní rady nadace byli Magyarovi příbuzní Pál Erőss a Dalma Mádl ve společnosti Sándora Fábryho, Krisztiny Morvai a Márie Schmidt.
V roce 2009 se s manželkou přestěhovali do Bruselu, jelikož se Judit Varga stala jednou z politických poradkyň tehdejšího europoslance Jánose Ádera (Fidesz). Od roku 2010 fungoval jako zaměstnanec maďarského Ministerstva zahraničních věcí. V roce 2011, během maďarského předsednictví EU, nastoupil jako diplomat na Stálé zastoupení Maďarska při Evropské unii. Jeho úkolem bylo mimo jiné prosazovat zájmy maďarské vlády při legislativě EU, zejména v oblasti dopravní a energetické politiky, jakož i práva obchodních společností a hospodářské soutěže. Jako vedoucí diplomat kanceláře předsedy vlády byl mimo jiné odpovědný za vztahy mezi maďarskou vládou a Evropským parlamentem v právních záležitostech, záležitostech peněžního a kapitálového trhu, rozpočtu, obchodu a rozvojové politiky.
Od září 2018 vedl evropské právní ředitelství Maďarské rozvojové banky (Magyar Fejlesztési Bank). Od dne 8. června 2019 do února 2022 byl generálním ředitelem Studentského úvěrového centra (Diákhitel Központ). Poté pracoval v soukromém sektoru jako právník a podnikatel. V srpnu 2022 se stal členem představenstva společnosti Magyar Közút Nonprofit Zrt. a v dubnu 2023 nastoupil do správní rady celostátního autobusového dopravce Volánbusz, kam jej dosadil ministr János Lázár (Fidesz). Dne 10. února 2024 po rezignaci prezidentky Katalin Novákové a odchodu své bývalé manželky Judit Vargové z veřejného života odstoupil Péter Magyar ze všech veřejných funkcí a funkcí ve státních podnicích. Rovněž opustil i vládní stranu Fidesz – Maďarská občanská unie. Poté začal pořádat četné demonstrace, kterých se účastnily tisíce demonstrantů.

### Respekt a svoboda
Během oslav státního svátku 15. března 2024 oznámil, že hodlá založit novou politickou stranu a kandidovat s ní ve volbách do Evropského parlamentu v červnu 2024. Jelikož však již nebylo možné registraci nového politického subjektu před těmito eurovolbami stihnout, převzal Magyar v dubnu 2024 mimoparlamentní centristickou stranu s názvem Respekt a svoboda (TISZA), kterou na přelomu let 2020 a 2021 v Egeru založili Attila Szabó, Erzsébet Somodi a bývalý spolupracovník tajné policie a kontroverzní podnikatel Boldizsár Deák. Následně Péter Magyar se svými kolegy z hnutí Talpra Magyarok! obsadil většinu funkcí ve výkonných orgánech strany a zároveň se stal i stranickým kandidátem číslo 1. pro volby do Evropského parlamentu, které se v Maďarsku budou konat 9. června 2024, ačkoliv se ale zároveň europoslancem stát nechce. V rozhovoru pro deník Blikk k tomu uvedl: „Nemám ambice stát se poslancem Evropského parlamentu, chci pracovat doma do roku 2026, do parlamentních voleb, abychom si vzali zpět naši zemi.“
Podle Lászla Toroczkaie, předsedy parlamentního Hnutí Naše vlast (Mi Hazánk Mozgalom), za odchodem Pétera Magyara od vládní koalice Fidesz–KDNP a jeho novou politickou kariérou ve straně TISZA stojí „americké mocenské struktury a očkovací lobby.“
V rozporu se svým původním tvrzením, že se poslancem Evropského parlamentu stát nechce, převzal dne 16. červenece 2024 europoslanecký mandát a zasedl v parlamentní frakci Evropské lidové strany (EPP).  

## Kritika
Podle uniklé policejní zprávy z prosince roku 2020 došlo v rezidenci manželů Judit Vargové a Pétera Magyara k incidentu, kdy se po hádce Vargová pokusila odjet za dětmi k jejím rodičům. Magyar se jí v tom agresivním způsobem snažil zabránit, vyhrožoval jí i jejímu okolí vytvořením skandálu, který by svrhl současnou vládu, jejíž členkou Vargová byla. Poté byl Magyar agresivní i na policisty, kteří k nim domů na žádost Vargové dorazili. Následně Vargová s policejním doprovodem odjela ke svým rodičům, zatímco Magyar jel na totéž místo svým autem sám, přičemž svou agresivní jízdou a předjížděním několikráte ohrozil silniční provoz. Události se pokusil nahrát na telefon, ale nakonec byl policií zastaven. Judit Vargová později v rozhovoru s Péterem Hajdú informace potvrdila. Bylo to jeho první veřejné vystoupení od její rezignace na funkci ministra. Vargová dále uvedla, že ji Magyar v různých obdobích manželství zamykal v pokoji bez jejího souhlasu, rovněž ji násilně přitlačil ke dveřím, když byla těhotná, nahrával si jejich soukromé rozhovory na diktafon a poté ji s nahrávkami vydíral. A také se procházel po jejich společné rezidenci s nožem v ruce, přičemž jednou (dne 19. února 2023) předstíral i sebevraždu, ale když přijela záchranná služba, sebral se a v pyžamu odjel autem pryč z domu na neznámé místo.

## Soukromý život
Jeho matkou je Mónika Erőss, která byla dříve generální tajemnicí nejvyššího soudu (Kúria) a v dubnu 2020 se stala zástupkyní předsedy Zemského soudního ředitelství (Országos Bírósági Hivatal). Jeho babička z matčiny strany Teréz Mádl byla sestrou maďarského prezidenta Ference Mádla. Zatímco dědeček byl právník Pál Erőss (1934–2021), bývalý soudce nejvyššího soudu a hlavní účinkující v populárním pořadu Jogi esetek (Právní případy) vysílaném v maďarské státní televizi před rokem 1989. 

### Manželství
V roce 2006 se oženil s Judit Vargovou, se kterou má tři syny (Levente, Lóránt, Miklós). Manželství však nebylo šťastné a v roce 2023 bylo rozvedeno. Vargová později uvedla, že ji Magyar po celou dobu od jejich sňatku slovně i fyzicky týral.

## Dezinformace
Zpravodajský server Novinky.cz uváděl, že Péter Magyar založil stranu TISZA a je jejím předsedou. Strana však vznikla v roce 2020 a Magyár do ní vstoupil v roce 2024. Není ani jejím předsedou, nýbrž jedním ze dvou místopředsedů.